# Rens van Eijden
Rens van Eijden ('s-Hertogenbosch, 3 marzo 1988) è un ex calciatore olandese, di ruolo difensore.

## Carriera

### Club
Nella stagione 2006-2007 ha giocato una partita in Champions League con il PSV.

### Nazionale
Con l'Under-21 ha giocato 5 partite nelle qualificazioni agli Europei di categoria.

## Palmarès

### Club

#### Competizioni nazionali
- Eerste Divisie: 1

N.E.C.: 2014-2015